# Meteorito Willamette

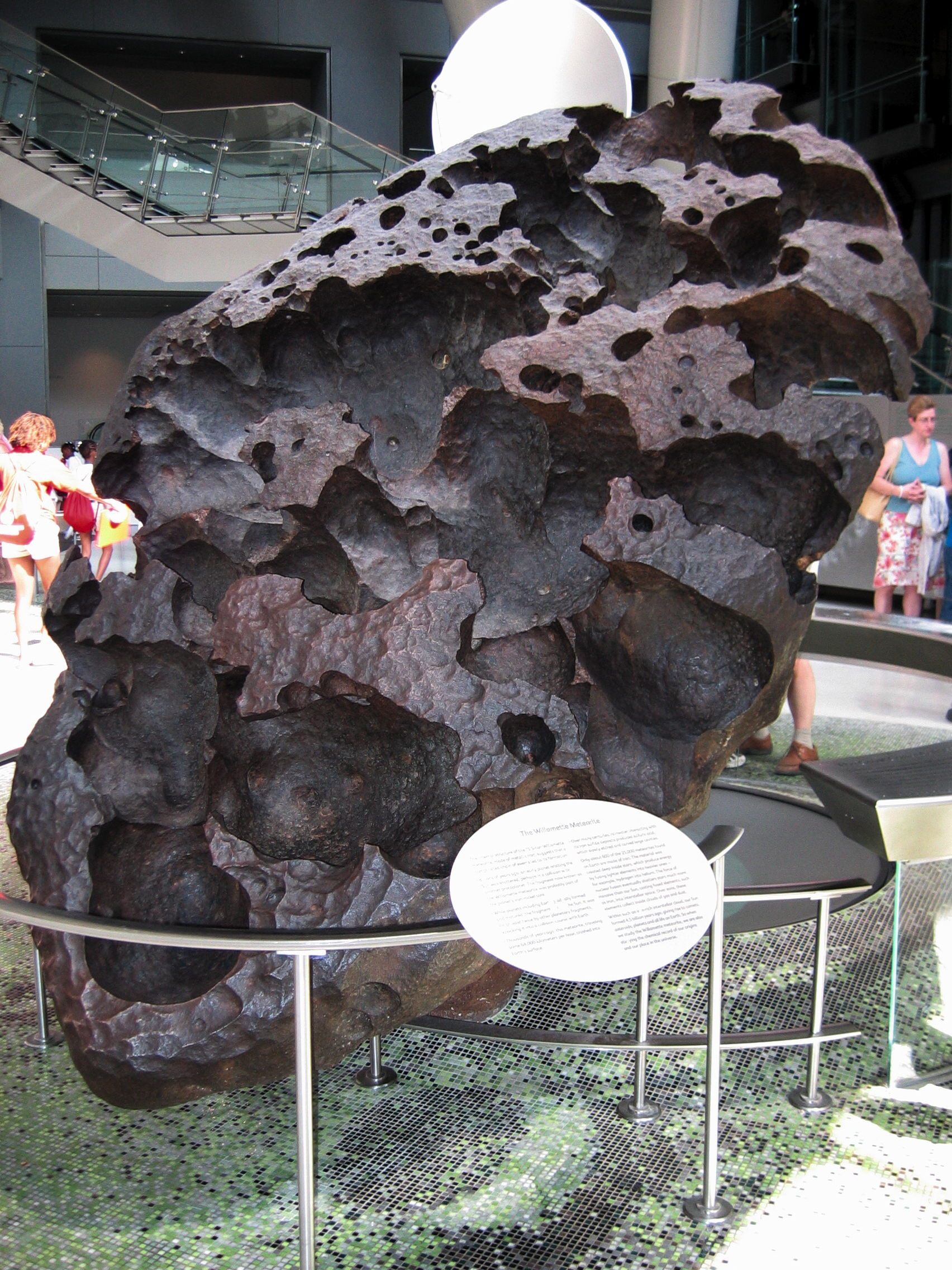
Meteorito Willamette, expuesto en el Museo Americano de Historia Natural.

El meteorito Willamette (oficialmente llamado Willamette, pero conocido anteriormente por los indios Cacklamas como Tomanowos) es un meteorito de tipo metálico descubierto en Oregón (Estados Unidos) en el año 1902. Es el meteorito más grande que se ha encontrado en ese país, y el sexto mayor del mundo. En el lugar del descubrimiento no hay restos de ningún cráter de impacto. Es posible que impactara en Canadá, y fuera transportado hasta Oregón por un casquete glaciar. Se encuentra expuesto en el Museo Americano de Historia Natural.

## Características
Siguiendo la clasificación química de los meteoritos metálicos, el meteorito Willamette se incluye en el grupo IIIAB, y desde el punto de vista estructural se clasifica como una octaedrita. Esto quiere decir que presenta ciertas cantidades de grafito y troilita, ausencia de silicatos, y que presenta estructuras de Widmanstatten.

## Historia
Los amerindios que habitaban la zona, los Clackamas, lo llamaron "Tomonowos", que se traduce como "visitante del cielo", o como "visitante de la Luna", si bien la caída del meteorito fue bastante anterior al  poblamiento de América. En 1902, Ellis Hughes encontró el meteorito, y lo reclamó para la Compañía de Acero y Hierro de Oregón. Finalmente fue donado al Museo Americano de Historia Natural en 1906. Las Tribus Confederadas de Grand Ronde (descendientes de los Clackamas) reclamaron al museo el meteorito, hasta que se llegó a un acuerdo en el que se permite a la tribu realizar una visita ceremonial al año.